# Centre Espacial d'Uchinoura
El Centre Espacial d'Uchinoura (内之浦宇宙空間観測所, Uchinoura uchū kūkan kansokusho) és un cosmòdrom proper a la vila Japonesa de Kimotsuki, al districte del mateix nom, a la Prefectura de Kagoshima. Abans de l'estbliment de l'Agència Espacial Japones el 2003, era nomenat Centre Espacial de Kagoshima (鹿児島宇宙空間観測所).
Abans del coet M-V, tots els satèl·lits científics eren llançats des d'Uchinoura. A més, el centre té antenes per a la comunicació interplanetària.